# Lissonota jacobi
Lissonota jacobi là một loài tò vò trong họ Ichneumonidae.